# 網津町 (薩摩川内市)
網津町（おうづちょう）は、鹿児島県薩摩川内市の町。旧薩摩国高城郡水引郷網津村、高城郡水引村大字網津、薩摩郡西水引村大字網津、薩摩郡水引村大字網津、川内市網津町。郵便番号は899-1925。人口は268人、世帯数は121世帯（2020年10月1日現在）。

## 地理
薩摩川内市の西部、網津川の上流域に位置している。字域の北方には湯田町、南方には港町、南方から東方にかけては水引町がそれぞれ接しており、西方には東シナ海に面している。
字域の中央部を国道3号とそれに沿って肥薩おれんじ鉄道線が南北に通っている。国道3号の沿線には多くの集落が所在しており上手、東手、井上の3集落がある。また、国道3号より少し離れた位置に宇都、原田口、唐浜海水浴場付近に唐浜の集落がある。
また、中央部には弥生後期頃のものとみられる井上遺跡が所在している。

## 歴史

### 網津の成立
網津という名は平安時代頃の延喜式の兵部省の項に見える薩摩国六駅のうちの一つであった網津駅が初見であると考えられている。また、網津駅の所在地は現在の網津町の宇都付近であったと推測されている

### 中世から近世
また、地名としての網津は南北朝時代より見え、薩摩国高城郡のうちであった。永和4年の真宗（渋谷高城氏）から釈迦王への譲状に見えるのが地名としては初見であると考えられている。一時期は高城、水引は東郷渋谷氏の領有下にあったが、後に島津守護家の領有下となった。
江戸時代には薩摩国高城郡水引郷（外城）のうちであるが、寛永6年以前は高城郷に属していた。村高は「加増目録」及び「天保郷帳」では618石余、「旧高旧領取調帳」では1,480石余であった。村内には川内川が流れているため、京泊や船間島などの浦が発達し、海上を中心とした流通の拠点となっていた。

### 町村制施行以降
1889年（明治22年）4月1日に町村制が施行されたのに伴い、水引郷（網津村、小倉村、草道村、大小路村、五代村、宮内村）の区域より高城郡水引村が成立し、それまでの網津村は水引村の大字「網津」となったが、1891年（明治24年）に水引村は東水引村と西水引村に解体分割され、網津は西水引村に属した。1929年（昭和4年）に東水引村が平佐村、隈之城村と合併し川内町となり、同時に西水引村は水引村に改名した。
1951年（昭和26年）4月1日には水引村が川内市に編入された。同月の11日に鹿児島県公報に掲載された「 川内市の区域内の一部の大字名及び区域変更」（鹿児島県告示）により4月1日付で元薩摩郡水引村大字網津の区域中字桟敷尾・中湯原・下湯原迫・上湯原迫・姥ヶ谷・上田・櫻木・間瀬田口・上間瀬田・間瀬田・外間瀬田・濱田・下濱田・濱田迫・谷口・大谷川・一町田・一町田下・塩入・内田付・南ノ下・濱田川・下濱田川・南・上南・内田付迫・上小堤・荒瀬迫・大迫・地藏田・上釜ヶ迫・釜ケ迫・長迫・鳥巣越・鳥巣下・東穴田・南穴田・西穴田・穴田口・鳥巣穴田・中鳥巣・上鳥巣山・鳥巣・下鳥巣・鳥巣山・下權現潟・外權現・前馬籠・馬籠・馬籠後・潟中・手打後・上湯原・下湯原・高付・手打・手打前・外桟敷・桟敷より水引町、元薩摩郡水引村大字網津の区域中字外月屋・臼江・上月屋・長辺・大瀬戸・岩下・立島・内山・松原・舟間島・坂下・田中・弁財天・潟平・有島・井樋尻・川田・星原・内星原・江ノ口・上星原・島田・切通・上岩下・皿山・潟前・潟・鳶巣・新塘内・下半崎・中半崎・道場・唐山の内六、一一〇番・六、一一一番・六、一二三番・六、一一四番・六、一一五番・六、一一六番・六、一一七番・六、一一八番・六、一一九番・六、一二〇番・六、一二一番ノイ・六、一二一番ノロ・六、一二二番・京泊・上半崎・川尻・外星原の区域より港町が新設され、その他の区域にあたる元薩摩郡水引村大字網津の区域中字唐山の内六、一〇四番・六、一〇五番・六、一〇六番・六、一〇七番・六、一〇八番・六、一〇九番・牧口・男迫・牟田尻・牟田平・佐山・牟田・山下・孝田・枯木崎・下田平・田平・屋部・西横山・北横山・東横山・南横山・横山口・南田平・上稲葉崎・川上・稲葉崎・石牟礼・北宇都・宇都・宮田・櫨込・越・松田・迫田・西日向迫・東日向迫・南日向迫・日向迫・上五反田・五反田・前田・天神潟・宮園・峰戸松・宮上・井ノ上泊・瀬首・東内津田・上内津田・宮河・北原田口・原田口・下原田口・中原田口・上原田口・上津田・下津田・平田の区域より新たに川内市の町「網津町」が設置された。
2004年（平成16年）10月12日に川内市、東郷町、入来町、祁答院町、樋脇町、下甑村、上甑村、鹿島村、里村が新設合併し薩摩川内市が設置された。この市町村合併に伴い設置された法定合併協議会において川内市の町・字については「現行通りとする。」と協定されたため、名称の変更は行われずに薩摩川内市の町となった。

### 町域の変遷
以下の記述は角川日本地名大辞典 46 鹿児島県 142頁の記述に基づく。
| 変更後               | 変更年             | 変更前                 |
| -------------------- | ------------------ | ---------------------- |
| 川内市港町（新設）   | 1951年（昭和26年） | 水引村大字網津（一部） |
| 川内市水引町（一部） | 1951年（昭和26年） | 水引村大字網津（一部） |
| 川内市網津町（新設） | 1951年（昭和26年） | 水引村大字網津（残部） |

## 人口
以下の表は国勢調査による小地域集計が開始された1995年以降の人口の推移である。
| 年                 | 人口 |
| ------------------ | ---- |
| 1995年（平成7年）  | 454  |
| 2000年（平成12年） | 437  |
| 2005年（平成17年） | 385  |
| 2010年（平成22年） | 328  |
| 2015年（平成27年） | 304  |
| 2020年（令和2年）  | 268  |

## 施設

### 公共
- 唐浜キャンプ海水浴場
- 唐浜海水浴場

### 寺院
- 願生寺
- 枚聞神社

## 小・中学校の学区
市立小・中学校に通う場合、学区（校区）は以下の通りとなる。
| 町     | 番地 | 小学校                 | 中学校                 |
| ------ | ---- | ---------------------- | ---------------------- |
| 網津町 | 全域 | 薩摩川内市立水引小学校 | 薩摩川内市立水引中学校 |

## 交通

### 道路
一般国道
- 国道3号

### 鉄道
肥薩おれんじ鉄道
字域の中央部を南北に通ってはいるが2013年現在、駅は所在していない。1951年（昭和26年）から1955年（昭和30年）までは唐浜に唐浜仮停車場が海水浴の季節のみ営業する臨時の仮乗降場として設置されていた。最寄り駅は草道駅または、薩摩高城駅である。